# Engraulis
Engraulis là một chi cá trong họ cá cơm Engraulidae.

## Các loài
Chi này gồm 09 loài:
- Engraulis albidus Borsa, Collet & J. D. Durand, 2004 - Cá cơm trắng Địa Trung Hải.
- Engraulis anchoita C. L. Hubbs & Marini, 1935 - Cá cơm Argentina.
- Engraulis australis (J. White, 1790) - Cá cơm Australia.
- Engraulis capensis Gilchrist, 1913 - Cá cơm Nam Phi.
- Engraulis encrasicolus (Linnaeus, 1758) - Cá cơm châu Âu.
- Engraulis eurystole (Swain & Meek, 1885) - Cá cơm bạc.
- Engraulis japonicus Temminck & Schlegel, 1846 - Cá cơm Nhật Bản.
- Engraulis mordax Girard, 1854 - Cá cơm California.
- Engraulis ringens Jenyns, 1842 - Cá cơm Peru.